# Arthrophyllum javanicum
Arthrophyllum javanicum là một loài thực vật có hoa trong Họ Cuồng cuồng. Loài này được Blume mô tả khoa học đầu tiên năm 1826.